# メアリー・マコーマック
メアリー・マコーマック（Mary Catherine McCormack, 1969年2月8日 - ）は、アメリカ合衆国の女優。

## 人物
ニュージャージー州プレインフィールド出身。アイスクリーム店経営者の父親とセラピストの母親の間に生まれる。姉と弟が1人ずついる。1990年、彼女が21歳の時に両親が離婚。
1991年にトリニティ・カレッジ卒業、ニューヨークで舞台女優として活動したのち、映画・テレビドラマに進出、テレビドラマ『ザ・ホワイトハウス』の国家安全保障担当問題大統領副補佐官ケイト・ハーパー役で知られるようになる。
2003年にプロデューサーのマイケル・モリス（en:Michael Morris (director)）と結婚、3人の娘をもうけたが、第3子は42歳での出産であった。

### 報道
2013年10月、夫のマイケル・モリスが10歳年下の女優キャサリン・マクフィーとのW不倫写真を撮られるが、離婚はせず。

## 主な出演作品
- 34丁目の奇跡 Miracle on 34th Street (1994)
- プライベート・パーツ Private Parts (1997)
- ファーザーズ・デイ Fathers' Day (1997) クレジットなし
- アラーミスト Life During Wartime (1997)
- ディープ・インパクト Deep Impact (1998)
- トゥルー・クライム True Crime (1999)
- ミステリー、アラスカ Mystery, Alaska (1999)
- シザーズ・カップ The Big Tease (1999)
- ブロークン・ハーツ・クラブ The Broken Hearts Club: A Romantic Comedy (2000)
- ガンシャイ Gun Shy (2000)
- ハイヒール・エンジェル High Heels and Low Lifes (2001)
- 光の旅人 K-PAX K-PAX (2001)
- フル・フロンタル Full Frontal (2002)
- ディッキー・ロバーツ 俺は元子役スター Dickie Roberts: Former Child Star (2003)
- ER緊急救命室 ER (2003-2006) テレビドラマ
- ザ・ホワイトハウス The West Wing (2004-2006) テレビドラマ
- プライド・オブ・マディソン/栄光への挑戦 Madison (2005)
- クライシス Right at Your Door (2006)
- 1408号室 1408 (2007)
- ザ・プロテクター/狙われる証人たち In Plain Sight (2008-2012) テレビドラマ